# Metzgeria chilensis
Metzgeria chilensis là một loài Rêu trong họ Metzgeriaceae. Loài này được Stephani mô tả khoa học đầu tiên năm 1899.